# الانقلاب العسكري في تركيا 1997
مذكرة 1997 العسكرية  أو عملية 28 فبراير (بالتركية: 28 Şubat süreci ‏)، وتسمى أيضًا ثورة ما بعد الحداثة (انقلاب ما بعد الحداثة) (بالتركية: Postmodern darbe)‏، تشير إلى القرارات الصادرة عن قيادة القوات المسلحة التركية في اجتماع مجلس الأمن القومي يوم 28 فبراير 1997 والتي بدأت عملية 28 فبراير التي أجبرت رئيس الوزراء نجم الدين أربكان من حزب الرفاه على الاستقالة وإنهاء حكومته الائتلافية.
كما أجبرت الحكومة على الخروج دون حل البرلمان أو تعليق الدستور، فقد وصف الحدث بأنه «انقلاب ما بعد الحداثة» من قبل الأدميرال التركي سليم درويش أوغلو (بالتركية: Salim Dervişoğlu)‏، وهي التسمية التي تم إقرارها. ويزعم أن العملية بعد الانقلاب نظمتها "باطي تشاليشما جروبو" (جماعة الدراسة الغربية أو جماعة العمل الغربية)(بالتركية: Batı Çalışma Grubu)‏، وهي جماعة سرية داخل الجيش.
لقد كانت عملية 28 فبراير التي تبعت إصدار المذكرة فترة للانتهاك الشديد للحريات الدينية في تركيا، على سبيل المثال إغلاق المؤسسات الدينية ومدارس الأئمة والخطباء وحظر الحجاب في الجامعات. وقد تم تشكيل حزب العدالة والتنمية كرد فعل على الانقلاب، وفاز فوزًا ساحقًا في انتخابات عام 2002 بعد 5 سنوات من الانقلاب (كما حدث لحزب العدالة بعد الانقلاب العسكري التركي 1960 وكذلك لحزب الوطن الأم بعد الانقلاب العسكري التركي 1980).

## الاستعدادات

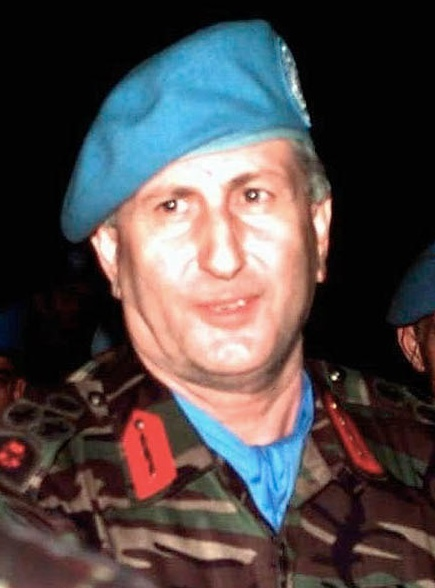
شفيق بير (مواليد إزمير 1939) أحد قادة الانقلاب، تم توقيفه في 12 أبريل / نيسان 2012، مع 30 ضابطا آخرين لدورهم في المذكرة العسكرية لانقلاب عام 1997 التي أجبرت الحكومة التركية آنذاك، بقيادة حزب الرفاه، على التنحي.

تم تخطيط العملية على يد الجنرالات إسماعيل حقي قرضاي (بالتركية: İsmail Hakkı Karadayı)‏ وشفيق بير (بالتركية:  Çevik Bir)‏ وتيومان كومان (بالتركية: Teoman Koman)‏ وتشتين دوغان (بالتركية: Çetin Doğan)‏ ونجدت تيمور (بالتركية: Necdet Timur)‏ وإرول أوزكاسناك (بالتركية: Erol Özkasnak)‏.
في عام 2012، قال حسن حسين جيلان (بالتركية: Hasan Hüseyin Ceylan)‏ إن الجنرال تيومان كومان قدم له في سبتمبر 1996 فكرة تنصيبه هو أو مسعود يلماظ كرئيس للوزراء بعد تنفيذ خطة انقلاب. ورفض حسن جيلان الاشتراك في ذلك. في هذا الحدث، وتم تعيين يلماظ رئيس الوزراء بعد الانقلاب.

## الأحداث
في يوم 17 يناير عام 1997، خلال زيارة إلى هيئة الأركان العامة التركية، طلب الرئيس التركي سليمان ديميريل إحاطة بشأن ما يزعج الجيش. سرد إسماعيل حقي قرضاي، رئيس هيئة الأركان العامة التركية، 55 بندًا، وصفت بـ «الرجعية». وقال ديميريل، إن نصفها مبني على الإشاعات. وشجع قرضاي على التواصل مع الحكومة، وتخفيف صياغة المذكرة.
في 31 يناير عام 1997، نظمت احتجاجات بواسطة بلدية سنجان في محافظة أنقرة ضد انتهاك إسرائيل لحقوق الإنسان الذي يحدث تحت ستار الليل في «القدس». وقد امتلأ المبنى الذي تم فيه الحدث بملصقات لحركة حماس وتنظيم حزب الله. وكرد فعل على المظاهرة، توغلت الدبابات في يوم 4 فبراير إلى شوارع سنجان. وقد وصف هذا التدخل فيما بعد من قبل شفيق بير بأنه "تعديل التوازن نحو الديمقراطية في سنجان" (بالتركية: Sincan'da demokrasiye balans ayarı yaptık)‏.
في اجتماع مجلس الأمن القومي (MGK) يوم 28 فبراير 1997، قدم الجنرالات وجهات نظرهم حول القضايا المتعلقة بالعلمانية والإسلام السياسي في تركيا إلى الحكومة. وأصدر مجلس الأمن القومي عدة قرارات خلال هذا الاجتماع، وأجبر رئيس الوزراء نجم الدين أربكان من حزب الرفاه على التوقيع على القرارات  التي تهدف لحماية الفكر العلماني في تركيا.
بعض القرارات التي أجبر أربكان للتوقيع عليها::
- حظر صارم للحجاب في الجامعات.[13]
- ثماني سنوات للتعليم الابتدائي.
- إغلاق مدارس تحفيظ القرآن.
- إلغاء مدارس الطرق الصوفية (مجموعات طائفية).
- السيطرة على الجماعات الإعلامية التي تعترض على قرارات المجلس الأعلى العسكري بفصل الضباط ذوي المطالبات الدينية بـ («الرجعية» السياسية).

## النتائج المترتبة
في أعقاب المذكرة العسكرية، اضطر أربكان للاستقالة. على الرغم من إعلان الحزب الديمقراطي التركي (DYP) وحزب الرفاه (RP) وحزب الاتحاد الكبير (BBP) رغبتهم في تشكيل الحكومة الجديدة برئاسة تانسو تشيلر للوزراء، إلا أن ديميريل عيّن زعيم حزب الوطن الأم (ANAP) مسعود يلماظ لتشكيل الحكومة الجديدة. وقام في 30 يونيو 1997 بتشكيل حكومة ائتلافية جديدة مع بولنت أجاويد (زعيم حزب اليسار الديمقراطي التركي DSP) وحسام الدين سيندوروك (مؤسس وزعيم حزب المجتمع الديمقراطي التركي DTP، وهو الحزب الذي تأسس على أيدي أعضاء سابقين في الحزب الديمقراطي التركي بعد عملية 28 فبراير). تم إغلاق حزب الرفاه من قبل المحكمة الدستورية في عام 1998. ومنع نجم الدين أربكان من ممارسة السياسة لمدة خمس سنوات، وانضم نواب البرلمان السابقون وأعضاء وعمد حزب الرفاه إلى حزب الفضيلة التركي. وحكم على عمدة إسطنبول حينها، رجب طيب أردوغان من حزب الفضيلة، بالسجن بعد قراءته لقصيدة إسلامية قومية ومنع من ممارسة السياسة للأبد.
في الانتخابات العامة لعام 1999، فاز حزب الفضيلة بالكثير من المقاعد في البرلمان ولكنه لم يكن مثل نجاح حزب الرفاه (RP) في الانتخابات العامة لعام 1995. كانت مروة قاوقجي أحد أعضاء البرلمان في الحزب والتي كانت ترتدي الحجاب الإسلامي. وتم إغلاق حزب الفضيلة أيضًا من قبل المحكمة الدستورية في عام 2001 بسبب دخول مروة قاوقجي إلى البرلمان. وعلى الرغم من منع عمدة إسطنبول السابق، رجب طيب أردوغان، من ممارسة السياسة، إلا أنه تمكن من تشكيل حزب العدالة والتنمية، وهو حزب إصلاحي أعلن ألا يكون حزبًا سياسيًا بمحور ديني. وشكل الإسلاميون التقليديون حزب السعادة.

## محاكمة
اعتقل شفيق بير و30 ضباطًا آخرون من الجيش لدورهم في هذا الانقلاب في أبريل 2012.

## آراء حول المذكرة
في حين أن الانقلاب كان موجهًا ظاهريًا ضد حزب أربكان الإسلامي، إلا أن البعض تكهن بأنه كان في الواقع موجهًا ضد شريكة أربكان في الائتلاف تانسو تشيلر، التي تورطت في فضيحة سوسورلوك مع عدد من العصابات الإجرامية المنظمة.
ويُزعم أن بولنت أوراك أوغلو (بالتركية: Bülent Orakoğlu)‏ من استخبارات الشرطة، تحت قيادة حنفي أفجي (بالتركية: Hanefi Avcı)‏ قائد الشرطة التركية، قد علم بخطط الانقلاب.
قال شفيق بير، أحد الجنرالات الذين خططوا للعملية، إنه «في تركيا، لدينا ارتباط (زواج) بين الإسلام والديمقراطية. (…) والطفل من هذا الارتباط هو العلمانية. ولكن يمرض هذا الطفل من وقت لآخر. وتكون القوات المسلحة التركية هي الطبيب الذي يعالج هذا الطفل. واعتمادًا على مدى مرض هذا الطفل، نقرر الدواء الضروري للتأكد من تمام شفاء الطفل».
وقال نجم الدين أربكان إنه تم التخطيط للعملية من قبل الصهاينة.

## كتابات أخرى
- Yetkin, Murat (25 Dec 2008). "?zk?k'ten 'savunma': Beni 28 ?ubat'takiler gibi davranmamakla suçlad?lar". Radikal (بالتركية). Archived from the original on 2008-12-28. Retrieved 2008-12-26.